# Dangereux Printemps
Dangereux Printemps (Gefährlicher Frühling) est un film allemand réalisé par Hans Deppe, dont la première eut lieu le 30 novembre 1943. Il fut produit à la UFA par Walter Bolz d'après un scénario de Walter Lieck, sur une idée de Kurt Brunöhler.

## Synopsis
Le professeur de chimie Alfred Lorenz, âgé de cinquante ans, revient dans sa petite ville natale, après de longues années d'absence. Il retrouve sa jeunesse avec l'anniversaire du bicentenaire du lycée où il passa ses études. Il était amoureux à l'époque de la belle Julianne (rôle joué par la célèbre Olga Tchekhova), mais les exigences de sa future carrière l'éloignèrent de sa ville natale et Julianne épousa plus tard l'un de ses amis.
La belle Renate doit passer son baccalauréat et le professeur qui la rencontre, devient tout feu tout flamme pour elle. Sa tante Julianne qui est veuve invite le professeur pour le thé. Il reconnaît en elle alors son amour d'autrefois. Il laisse Renate suivre le chemin de sa propre vie et s'en retourne à Berlin. Julianne ira-t-elle le retrouver ?

## Fiche technique
- Réalisation : Hans Deppe
- date de sortie : 30 novembre 1943

## Distribution
- Elisabeth Botz : Anna
- Siegfried Breuer : le professeur Alfred Lorenz
- Paul Dahlke : le directeur d'école Albert Ludwig Babian, surnommé Ali-Baba
- Josef Dahmen : le vétérinaire Neugefeldt
- Hildegard Grethe : Grete Babian
- Karl Hannemann (en) : Eberhard Liebholz
- Ernst Karchow (en) : le directeur d'école dans le rêve de Lorenz
- Ernst Legal : l'employé de l'école
- Walter Lieck : le dentiste Otto Tinius
- Karin Lüsebrink : l'assistante de laboratoire
- Winnie Markus : Renate Willms
- Hans Meyer-Hanno : le chef de gare
- Wolfgang von Schwind : le bourgmestre
- Maria Seidler : la femme du bourgmestre
- Hans Stiebner : Bruno Gaudig
- Olga Tschechowa : Julianne von Buckwitz
- Kurt Vespermann : Peter Gomemann
- Fritz Wagner : le fils Babian, ami de Renate
- Franz Weber : Franz Müller

## Article annexe
- Liste des longs métrages allemands créés sous le nazisme